# 香港居民巴士NR89線
香港居民巴士NR89線（城巴稱為89R線）是香港的一條已停止運作的居民巴士路線，由城巴經營，早上由沙田第一城開往灣仔（軒尼詩道），下午由銅鑼灣（威非路道）開往沙田第一城，只於平日繁忙時間服務，收費$19.5。
於1990年投入服務的NR89線是城巴第二批投入運作的「早餐巴士」路線之一，和NR88線一樣，往港島方向城巴會為乘客提供早餐和報章各一份，方便沙田第一城前往港島的上班族在乘車時可以享用早餐，在90年代曾經因此吸引大量第一城及其周邊居民乘坐，客量十分可觀。
可是好景不常，本路線踏入千禧年代以後先後遇上馬鞍山鐵路的通車和過海隧道巴士680線改善服務的雙重打擊之下，客量不斷下降，即使多次改動本路線的服務也無法挽救客量，加上城巴逐漸淡出居民巴士服務，最後需要於2014年11月24日停止運作，改由新巴開辦過海隧道巴士682C線取代。

## 歷史
自從城巴於沙田第一城開辦「早餐巴士」香港居民巴士NR88線以後，城巴對「早餐巴士」的服務頗感滿意，遂大舉擴張「早餐巴士」的服務，包括於1990年底開設此路線，途經獅子山隧道、觀塘道及東區海底隧道往返沙田及港島（金鐘站），使用富豪客車行走，車內更設有無綫電話及洗手間，座椅則使用「飛機椅」（類似城巴機場快線用車的款式），往港島方向的乘客只須支付$25，便可乘坐本路線時享用由城巴提供早餐和報章一份；往沙田方向的服務則和普通巴士的無異，故收費為$11。約半年後大老山隧道通車，此路線隨即改經，縮短行車時間。
但隨著馬鞍山鐵路的通車和過海隧道巴士680線改以金鐘作總站以後，由於走線和680線嚴重重疊，收費和680線又幾乎相同，本路線的客量開始下滑。有見及此，本路線遂成了城巴「開刀」的對象，只好多次改動本路線的服務以提升客量，在2007年10月2日先把本路線縮短至灣仔，早上並增加班次，新增班次繞經西灣河、康山及鰂魚涌，回程班次亦改經鰂魚涌、康山及西灣河，為沙田第一城居民提供直接往來港島東商業區的巴士服務，並疏導過海隧道巴士682線在沙田第一城的乘客。後來於2008年5月13日將下午班次改於銅鑼灣（威非路道）巴士總站開出，回程不再服務灣仔區。之後再於2010年2月8日增加一班由北角消防局開出的黃昏回程特別班次。同年7月5日又把此路線星期一至五早上的服務由五班車減至四班車。後來連星期六的服務也於2012年1月16日被取消。
不過上面的改動基本上已為時已晚，本路線的客量一去不復返，加上東區海底隧道擠塞情況不斷惡化，客量更愈跌愈深，城巴只好決定於2014年11月24日起取消本路線服務，改由新巴開辦專營巴士路線682C取代（走線和本路線大同小異，惟只到北角，亦不停港島民生書院）。

## 主要途經地點
- 本路線的上午常規班次由沙田第一城開出以後，即取道2號幹線（大老山公路、大老山隧道、觀塘繞道、東區海底隧道）直達西灣河、太古城、鰂魚涌、北角（英皇道）後，再途經銅鑼灣到達灣仔。[15]
- 本路線下午常規班次由銅鑼灣（威非路道）開出以後，先途經途經北角（渣華道）、鰂魚涌、太古城和西灣河，再取道2號幹線直達沙田第一城。[15]